# Cyanoplax keepiana
Cyanoplax keepiana is een keverslakkensoort uit de familie van de Lepidochitonidae. De wetenschappelijke naam van de soort is voor het eerst geldig gepubliceerd in 1948 door Berry.